# Opisni jezik
Opisni jezik (angleško: markup language) služi v računalništvu za opisovanje različnih podatkov v ASCII kodi, v običajnih besedilnih datotekah. Med bolj znane opisne jezike sodijo HTML, PDF in ARFF. Dobra lastnost zapisa v besedilnih datotekah je ta, da je neodvisen od strojne in sistemske programske opreme. To nam omogoča prenos tako zapisanih podatkov med različnimi tipi računalnikov in drugih digitalnih naprav. Znano je dejstvo, da si lahko spletne strani zapisane v jeziku HTML, ogledujemo na številnih raznovrstnih napravah različnih proizvajalcev. Podobno velja tudi za datoteke oblike ARFF. Strojno učenje s podatki njih lahko izvajamo na raznoliki opremi.